# Complesso UvrABC
Il complesso UvrABC è un complesso multienzimatico dall'attività endonucleasica. In Escherichia coli è coinvolto nella riparazione del DNA per escissione di nucleotidi. Il complesso multienzimatico è composto da tre differenti subunità, codificate dai geni UvrA, UvrB e UvrC. È in grado di riparare anche i danni indotti dai raggi UV, come i dimeri ciclobutilici.

## Funzionamento
Il funzionamento di UvrABC si articola in diverse fasi:
1. La subunità UvrA si lega ad un'altra subunità UvrA, entrambe con attività GTP/ATPasica
2. Il dimero UvrA scansiona il DNA e riconosce la distorsione della doppia elica (creata dal dimero pirimidinico). Quindi il dimero si lega alla subunità UvrB (formando un trimero) che viene posizionata correttamente nei pressi del sito danneggiato.
3. Il dimero UvrA lascia il complesso mentre UvrB recluta la subunità UvrC, formando un nuovo dimero UvrBC.
4. UvrB e UvrC sono le componenti ad attività endonucleasica. La prima rompe il legame fosfodiesterico quattro nucleotidi a valle del danno (verso il 3'), mentre UvrC scinde un legame fosfodiesterico otto nucleotidi a monte del sito danneggiato (verso il 5'), rimuovendo così un segmento di DNA di dodici nucleotidi, comprendente il sito danneggiato eventualmente da un fotoprodotto degli ultravioletti.
5. La riparazione è poi completata da UvrD (ha la stessa funzione di DNA elicasi) che rimuove i ponti idrogeno che legano le basi complementari e rilascia la regione danneggiata perché venga degradata, mentre UvrC si dissocia dal complesso e UvrB resta legato (probabilmente prevenendo un eventuale riappaiamento tra i due filamenti). La DNA polimerasi I interviene ricopiando il tratto dodecanucleotidico sulla base del filamento integro, ed infine una DNA ligasi risalda il segmento di DNA recuperato.